# Зебунниса
Зебунниса или Зеб ун-Ниса Бегум Сахиба (перс. زیب‌النسا مخفی‎, англ. Zēb-un-Nisā Makhfī, а также Zebunnisa, Zebunnissa, Zebunisa, Zeb-un-Nisa, Zeb-ul-Nissa, 1639—1702, Шахджаханабад, нынешний Дели) — персоязычная поэтесса, дочь падишаха империи Великих Моголов Аурангзеба.
Владела персидским, арабским и урду, тюркским и изучала философию, литературу, астрономию. Славилась своей каллиграфией. Отличалась красотой.
Автор комментария к Корану «3еби тафасир» (Краса толкований). Поэтическое наследие насчитывает около 4 тысяч беитов и газелей, главным образом на фарси языках. Основной темой поэтического творчества Зебуннисы является положение восточной женщины, её внутренние переживания, униженность и душевное благородство.

## Галерея
- Принцесса Зебунниса с сопровождающими
- Портрет Зебуннисы (Абаниндранатх Тагор)
- Дворец Зебуннисы, 1880, Аурангабад.
- Зебунниса была обручена с её первым двоюродным братом принцем Сулейманом Сикохом.